# ELF2
ELF2‏ (E74 like ETS transcription factor 2) هوَ بروتين يُشَفر بواسطة جين ELF2 في الإنسان.